# سحابی بازتابی

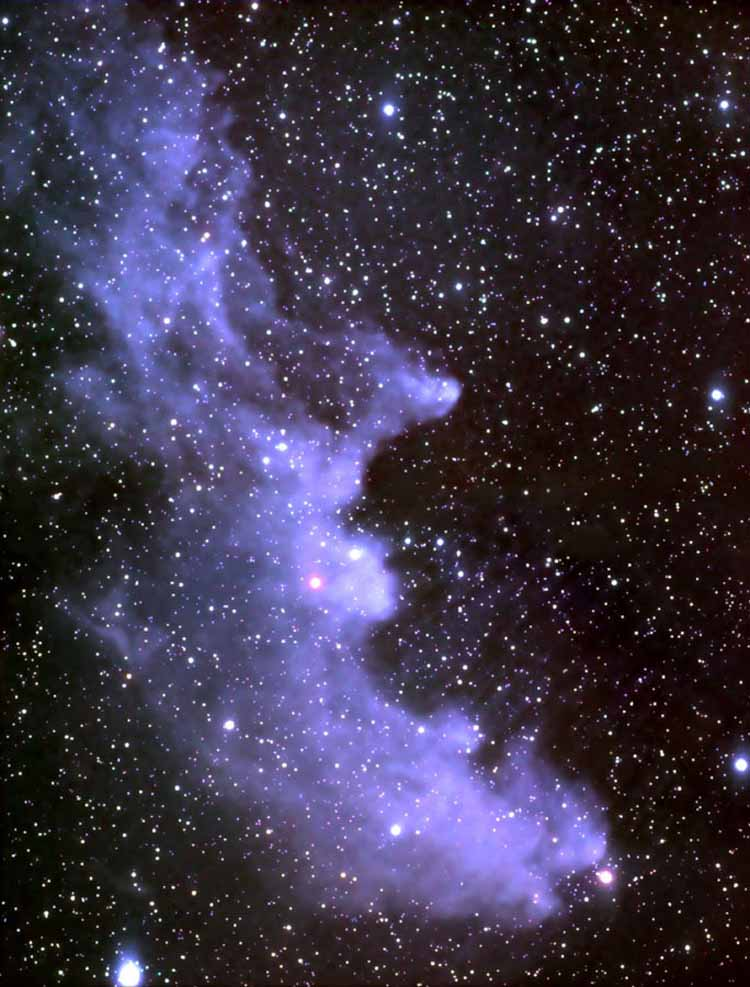
سحابی بازتابی آی‌سی ۲۱۱۸ در فاصله حدود ۹۰۰ سال نوری که در نزدیکی ستاره رجل‌الجبار قرار دارد و نور آن را منعکس می‌کند

در اخترشناسی،  سحابی بازتابی به ابر میان‌ستاره‌ای گفته می‌شود که نور ستاره یا ستارگان نزدیک خود را منعکس می‌کند. نور اگر به اندازه‌ای نباشد که بتواند اتم‌های سحابی را یونیزه کند و فقط از طریق پراکندگی بازتاب کند، سحابی بازتابی است اما در صورتی که بتواند یونیزه کند به آن سحابی گسیلشی می‌گویند. پراکندگی معمولاً باعث می‌شود که سحابی‌های بازتابی به رنگ آبی دیده شوند (نور خورشید نیز توسط جو زمین پراکنده می‌شود و به همین دلیل آسمان در روز آبی است).
نزدیک ۵۰۰ سحابی بازتابی تاکنون شناخته شده‌اند. معروف‌ترین آنها شامل سحابی موجود در خوشه پروین، سحابی سه‌تکه و آی‌سی ۲۱۱۸ هستند. همچنین این سحابی‌ها می‌توانند مکانی برای زایش ستارگان باشند.

## نگارخانه

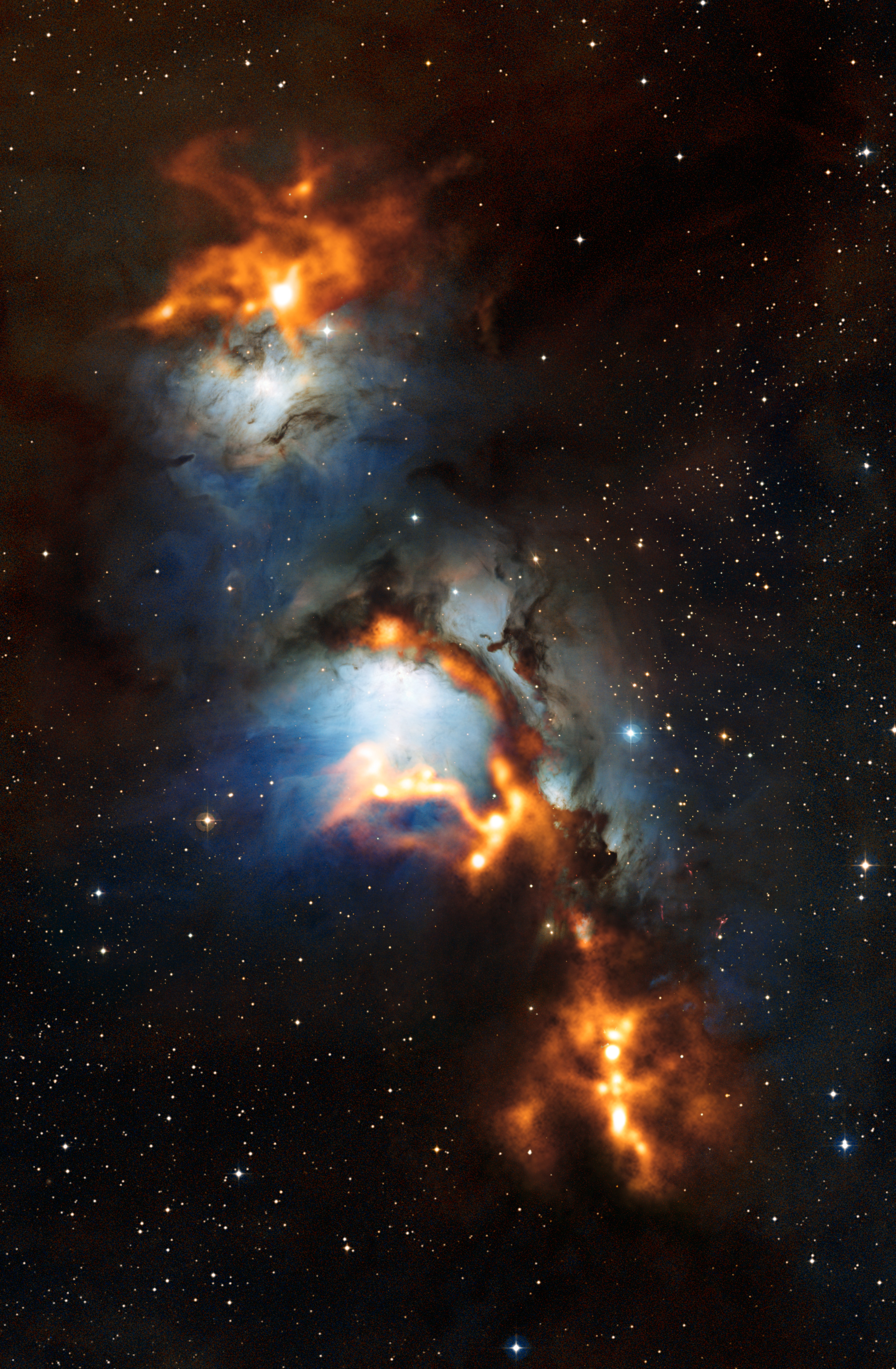
ابرهای غبار کیهانی در مسیه ۷۸.